# Odpady medyczne

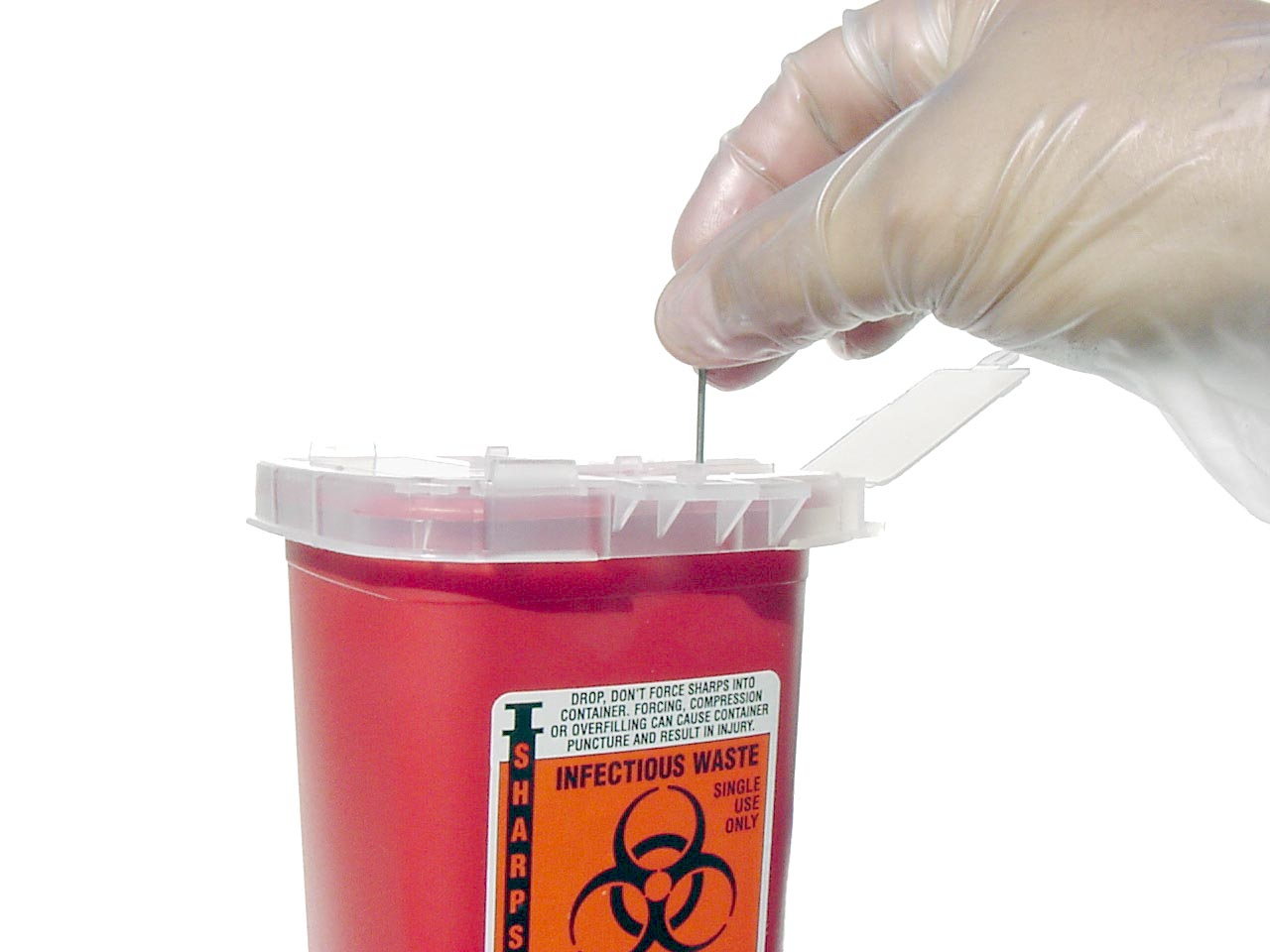
Pojemnik na zużyte igły

Międzynarodowy symbol zagrożenia biologicznego

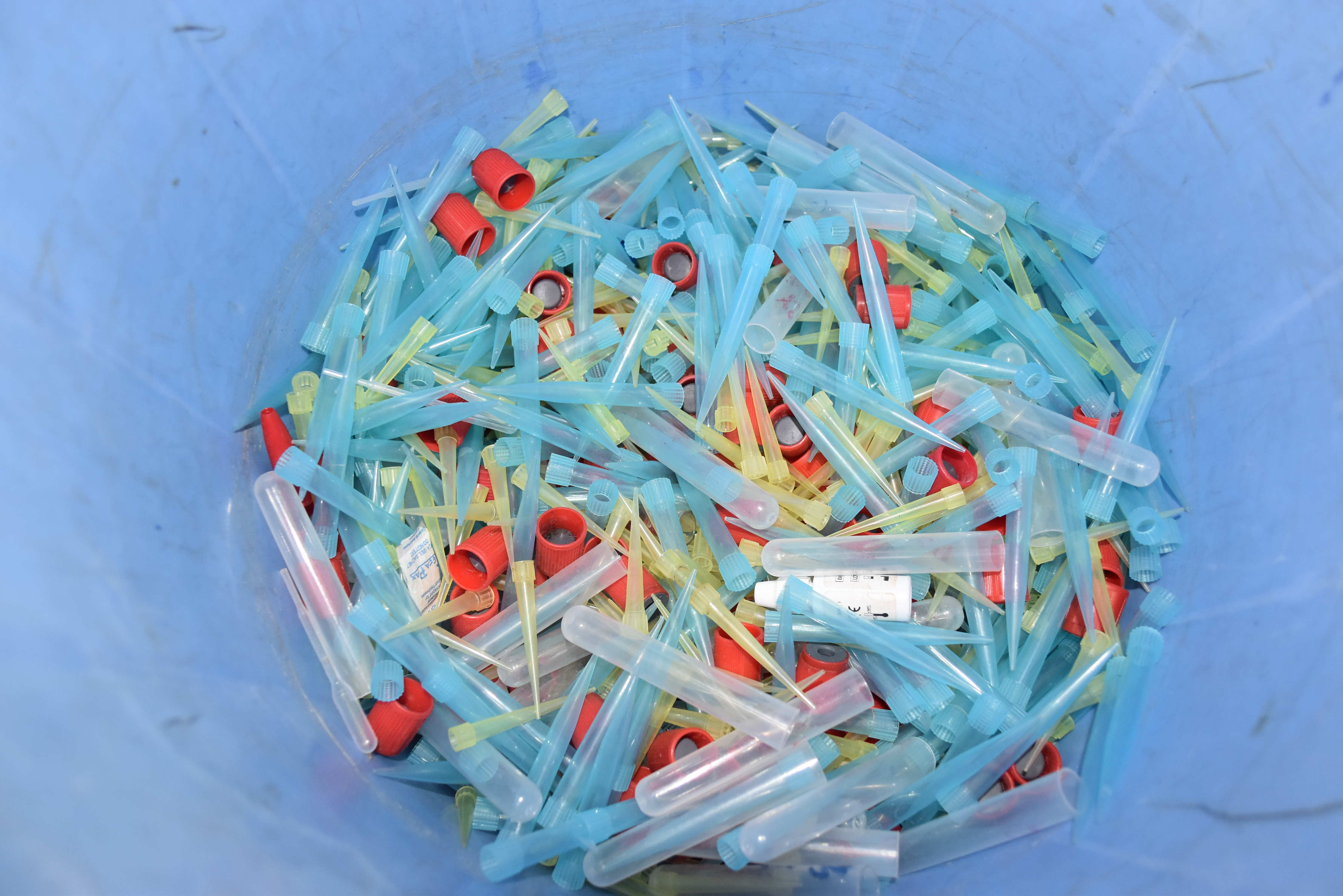
Zużyte plastikowe probówki

Odpady medyczne (ang. biomedical waste) – odpady powstałe wraz z udzielaniem świadczeń zdrowotnych oraz prowadzeniem badań i doświadczeń naukowych w zakresie medycyny. Odpady medyczne są traktowane jako materiał zakaźny. 
Zakazane jest składowanie tego typu odpadów w miejscu innym, niż to, w którym powstają. Lekarz wrzuca je do czerwonych pojemników z napisem, że zawierają odpady medyczne. Obowiązkiem placówki medycznej jest przekazać je do utylizacji firmie wyposażonej w specjalne spalarnie.
W Polsce do odpadów medycznych zalicza się:
- zużyte narzędzia chirurgiczne lub ich zużyte resztki
- części ciała, organy oraz pojemniki na krew
- zużyte opatrunki
- substancje chemiczne uznane za niebezpieczne
- inne przedmioty lub substancje, które miały kontakt z np. krwią